# Falfestmények, mozaikok Miskolcon

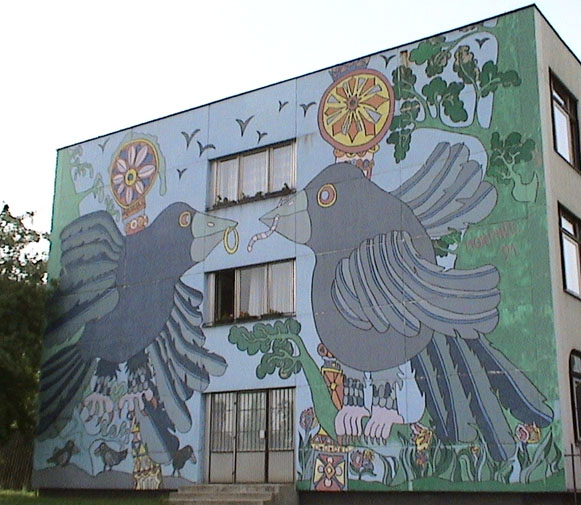

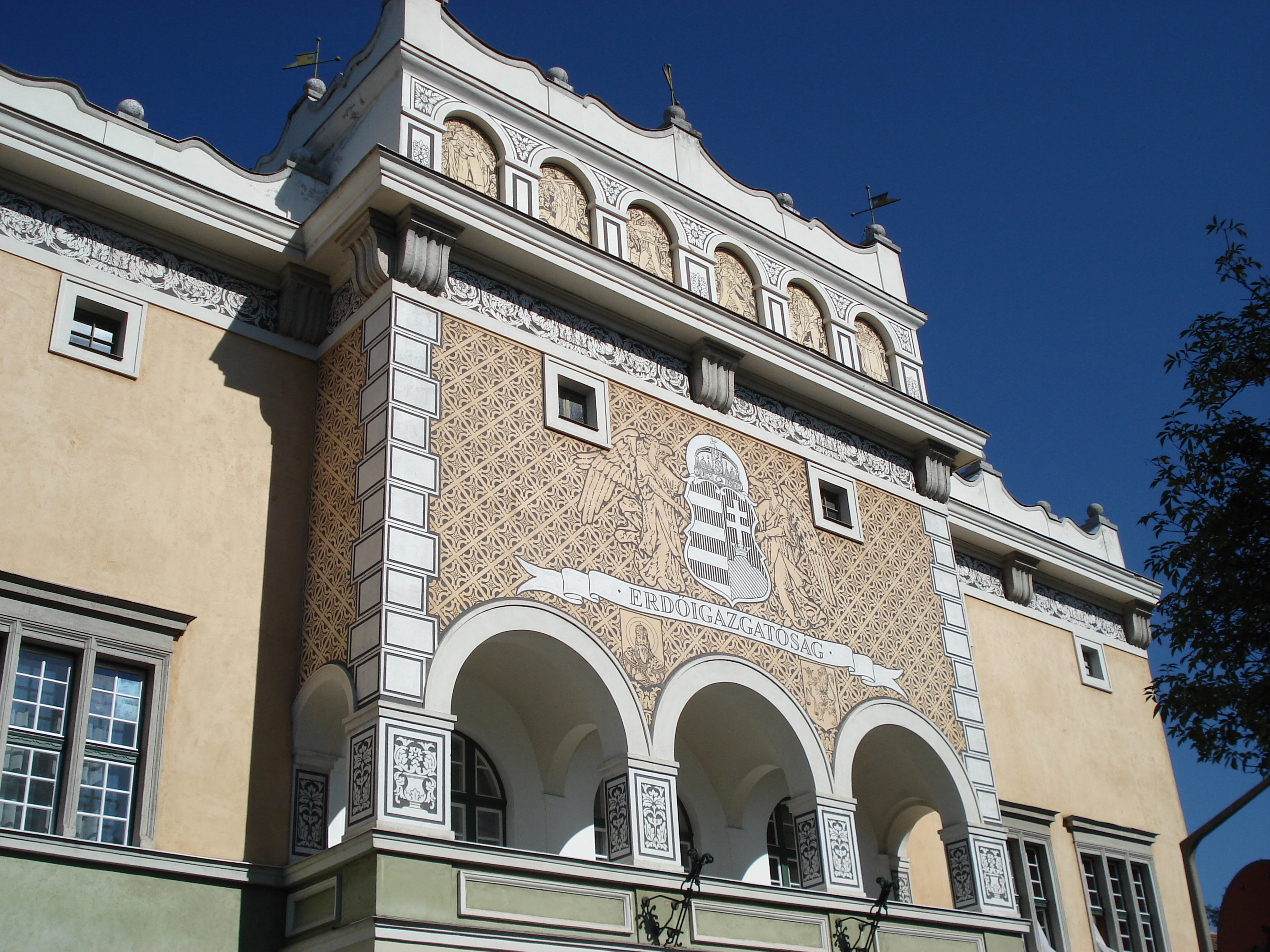

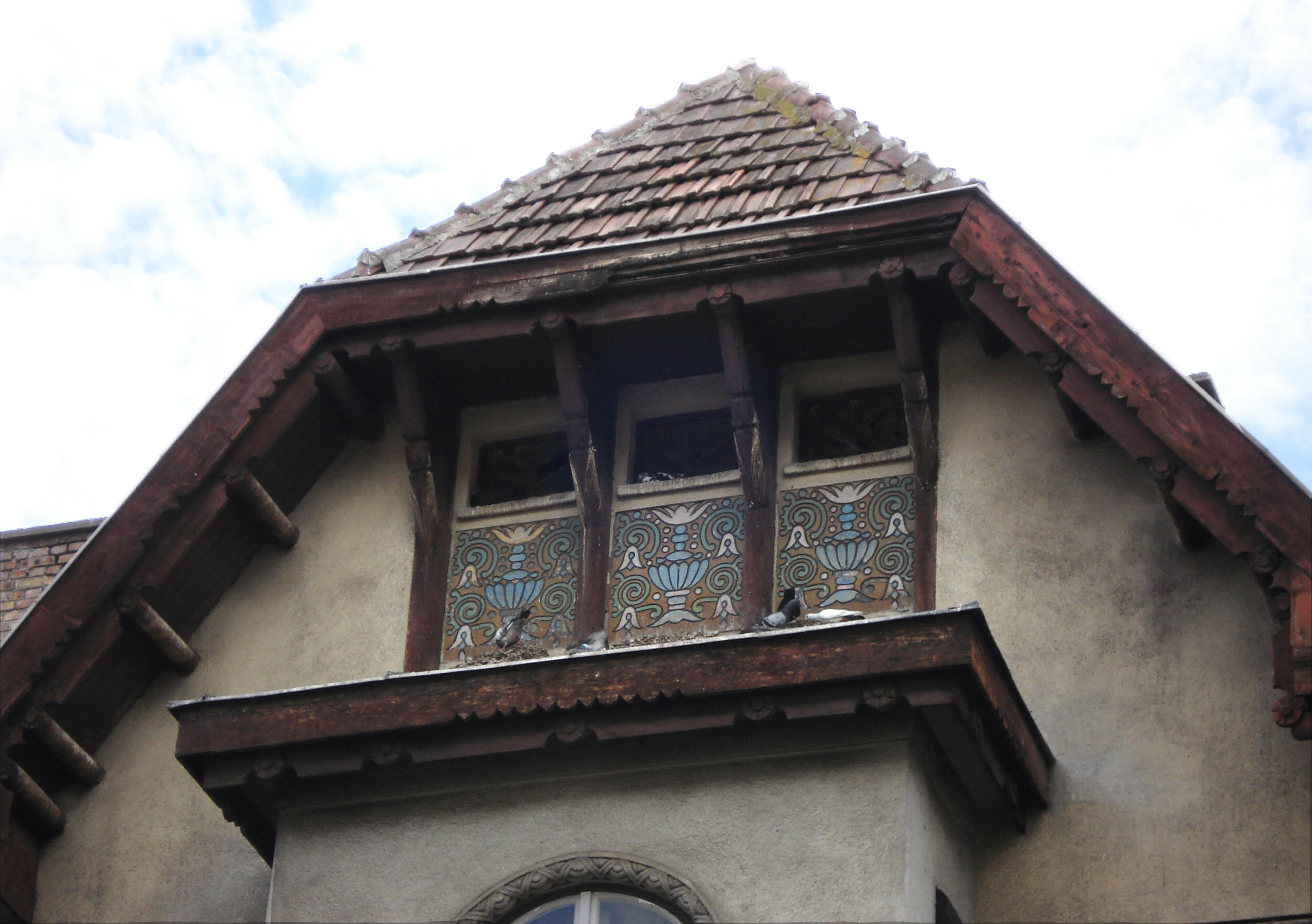

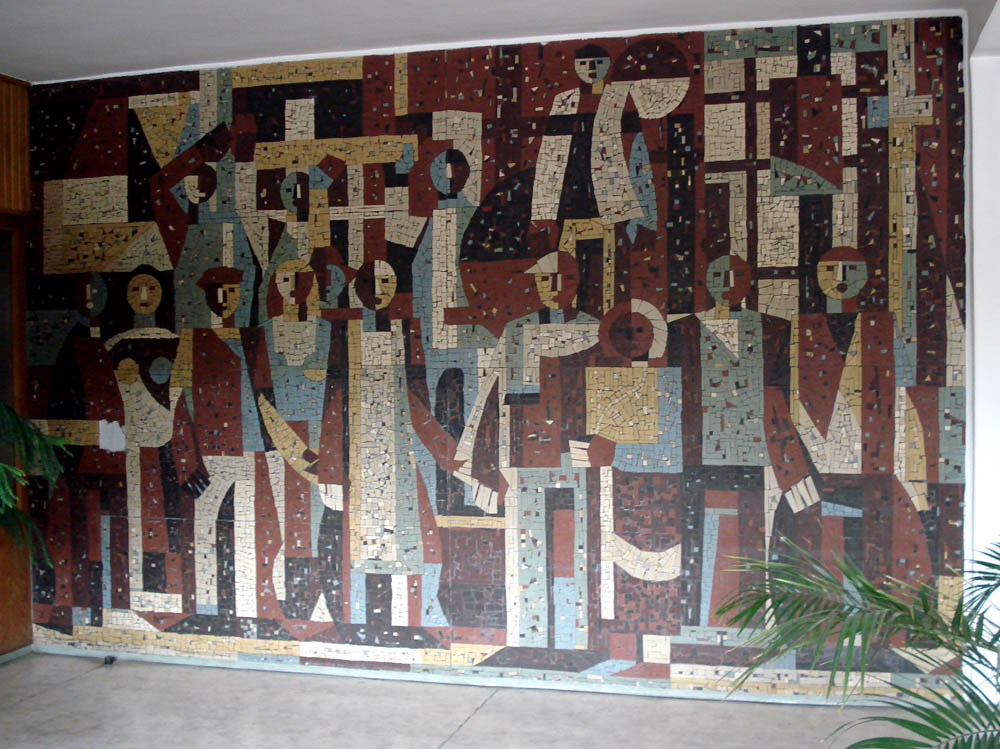

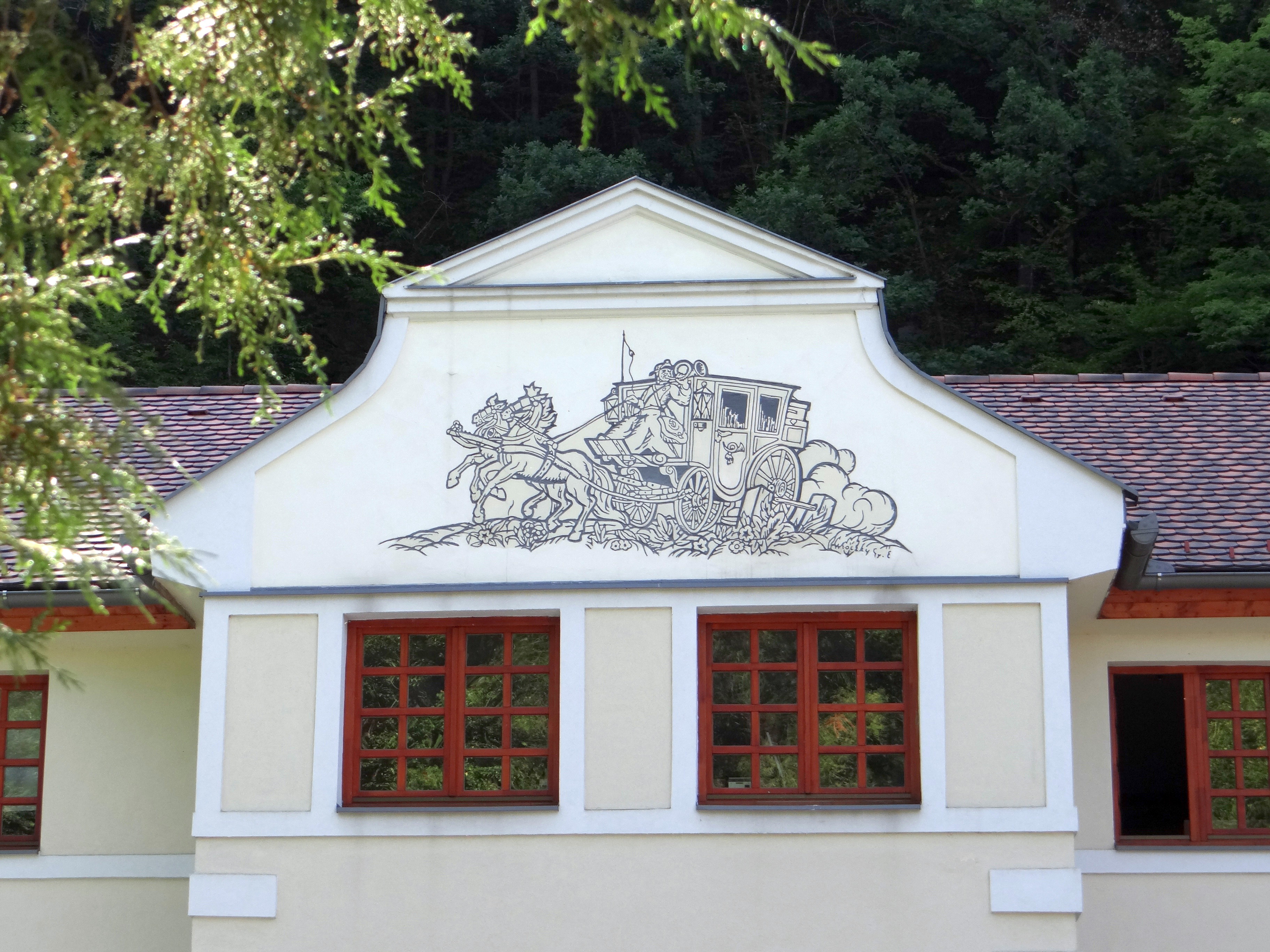

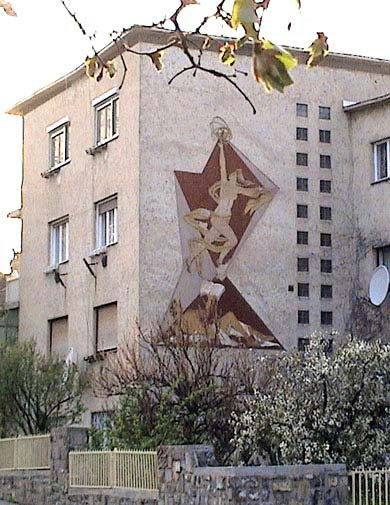

Miskolcon számos nívós képzőművészeti alkotás található. Ezek közül itt a különböző technikával készült falfestményeket és mozaikokat mutatjuk be. A Miskolci Egyetemen található műalkotások külön szócikkben tekinthetők meg.

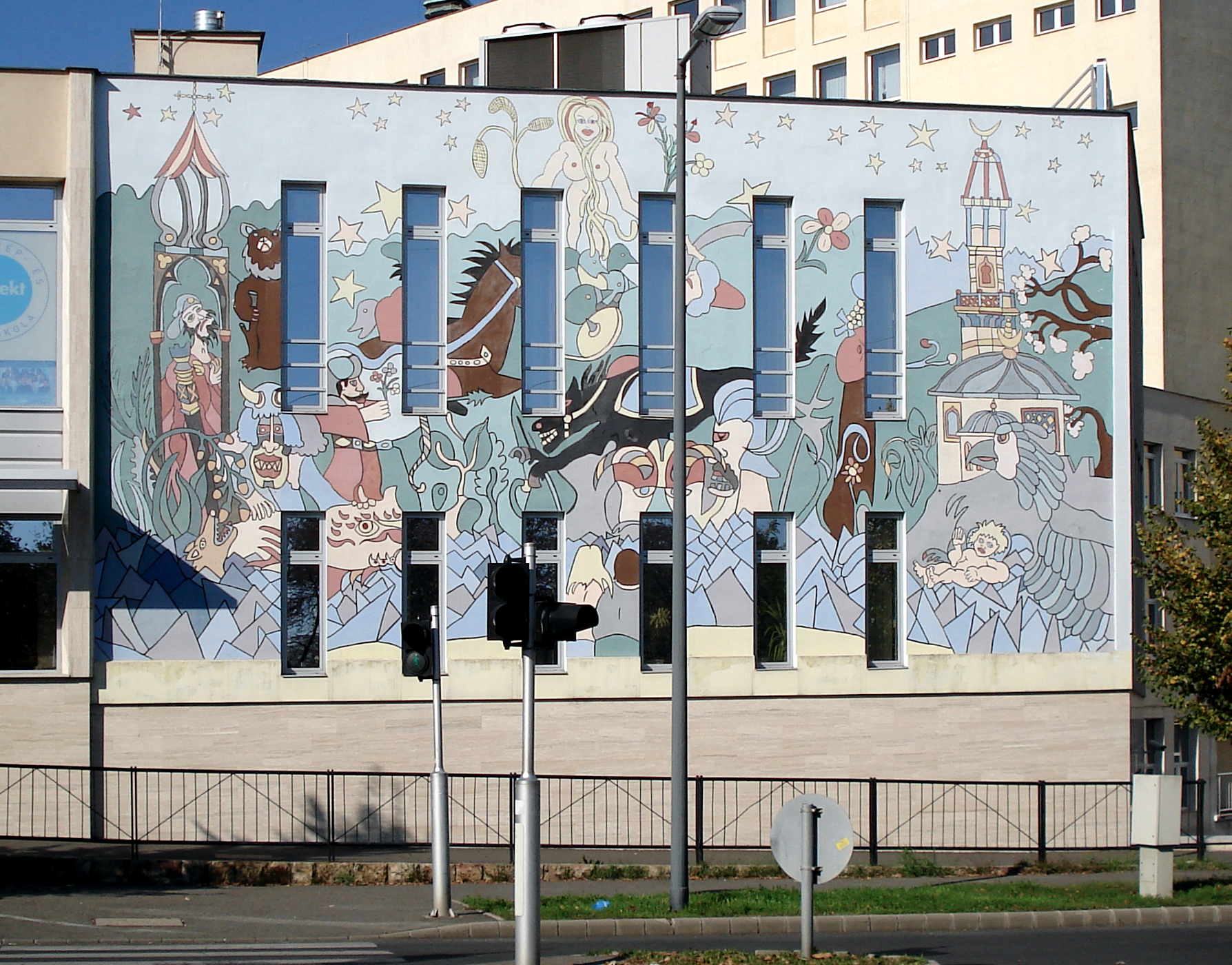

| | Morphée: Falfestmény A kép a volt Rónai művelődési ház – ma Erste Bank – épületének keleti, Corvin utcai oldalfalán látható.                               | Morphée: Falfestmény A kép a volt Rónai művelődési ház – ma Erste Bank – épületének keleti, Corvin utcai oldalfalán látható.                               | | Morphée: Hollók A falfestmény az Avasi Gimnázium egyik épületének falán látható.                                                                | Morphée: Hollók A falfestmény az Avasi Gimnázium egyik épületének falán látható.                                                                |
| Márton Ferenc: Bányász sgraffito Az alkotás a Miskolci Bányakapitányság épületének felső részén látható.                      | Márton Ferenc: Bányász sgraffito Az alkotás a Miskolci Bányakapitányság épületének felső részén látható.                                                   | | Erdész sgraffito A falikép az Erdészeti palota Deák téri épületét díszíti.                                                             | Erdész sgraffito A falikép az Erdészeti palota Deák téri épületét díszíti.                                                                      | |

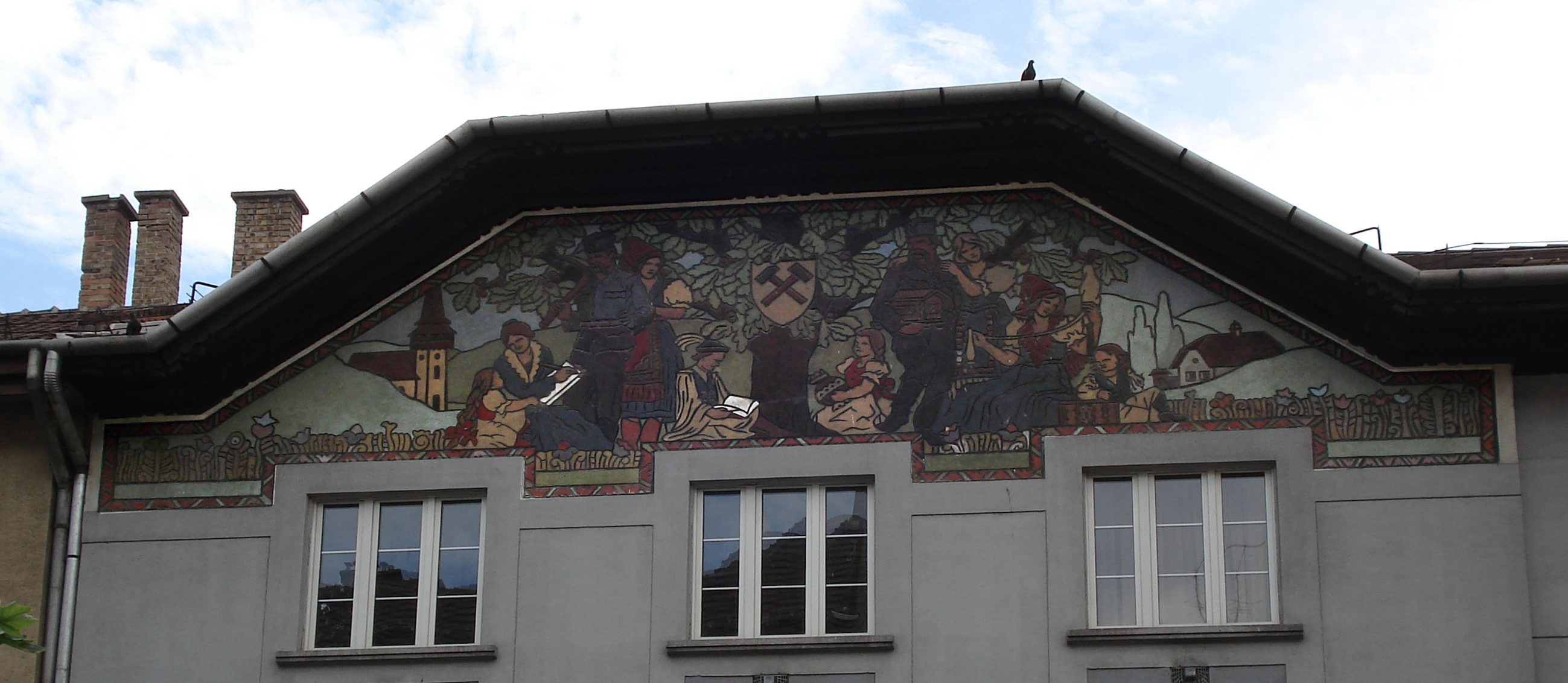

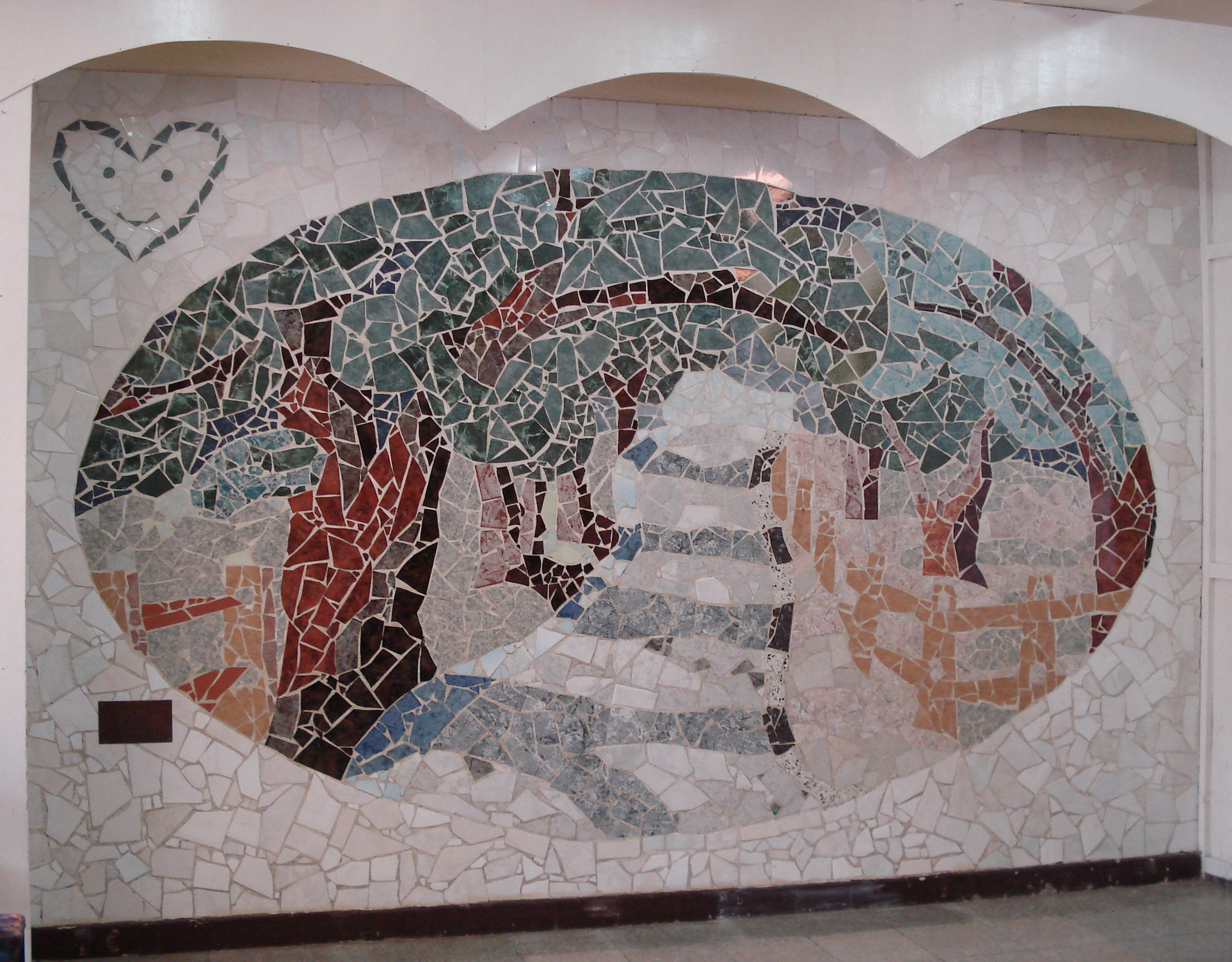

| | Márton Ferenc: Sgraffito Az alkotás a Soltész Nagy Kálmán utcában látható.                                                                                 | Márton Ferenc: Sgraffito Az alkotás a Soltész Nagy Kálmán utcában látható.                                                                                 | | Porkoláb László: Erdei út A mozaik a Bulgárföldi Általános Iskola előterében van. Porkoláb László, az iskola rajztanára és diákjai készítették. | Porkoláb László: Erdei út A mozaik a Bulgárföldi Általános Iskola előterében van. Porkoláb László, az iskola rajztanára és diákjai készítették. |

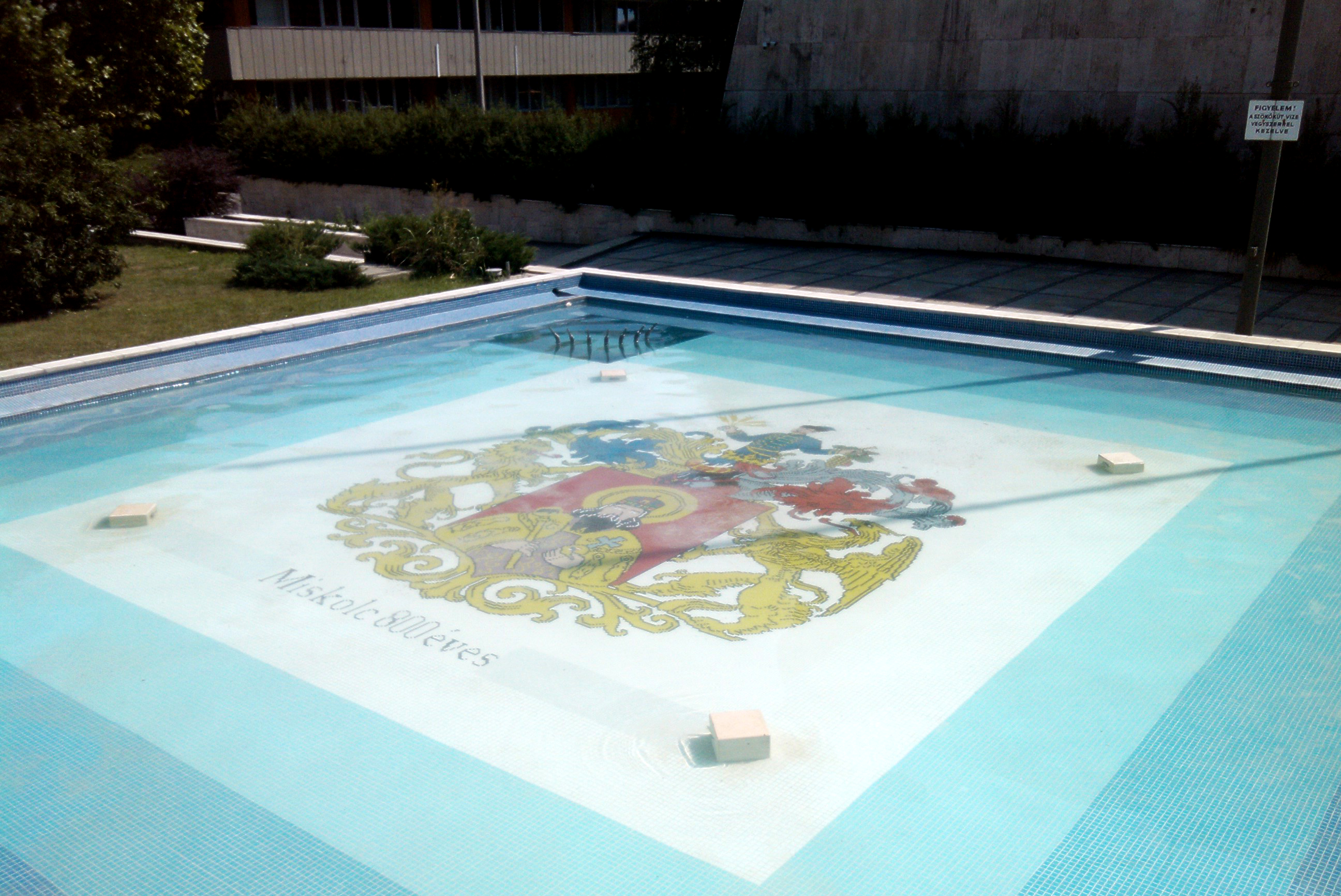

| Miskolc címere Az alkotás Sportcsarnok előtti szökőkút medencéjét díszíti.                                                    | Miskolc címere Az alkotás Sportcsarnok előtti szökőkút medencéjét díszíti.                                                                                 | | Túry Mária: Kerámia falikép A hatalmas, 8 méter hosszú alkotás 1962-ben készült az egykori SZOT székház számára, ma Munkaügyi Központ. | Túry Mária: Kerámia falikép A hatalmas, 8 méter hosszú alkotás 1962-ben készült az egykori SZOT székház számára, ma Munkaügyi Központ.          | |

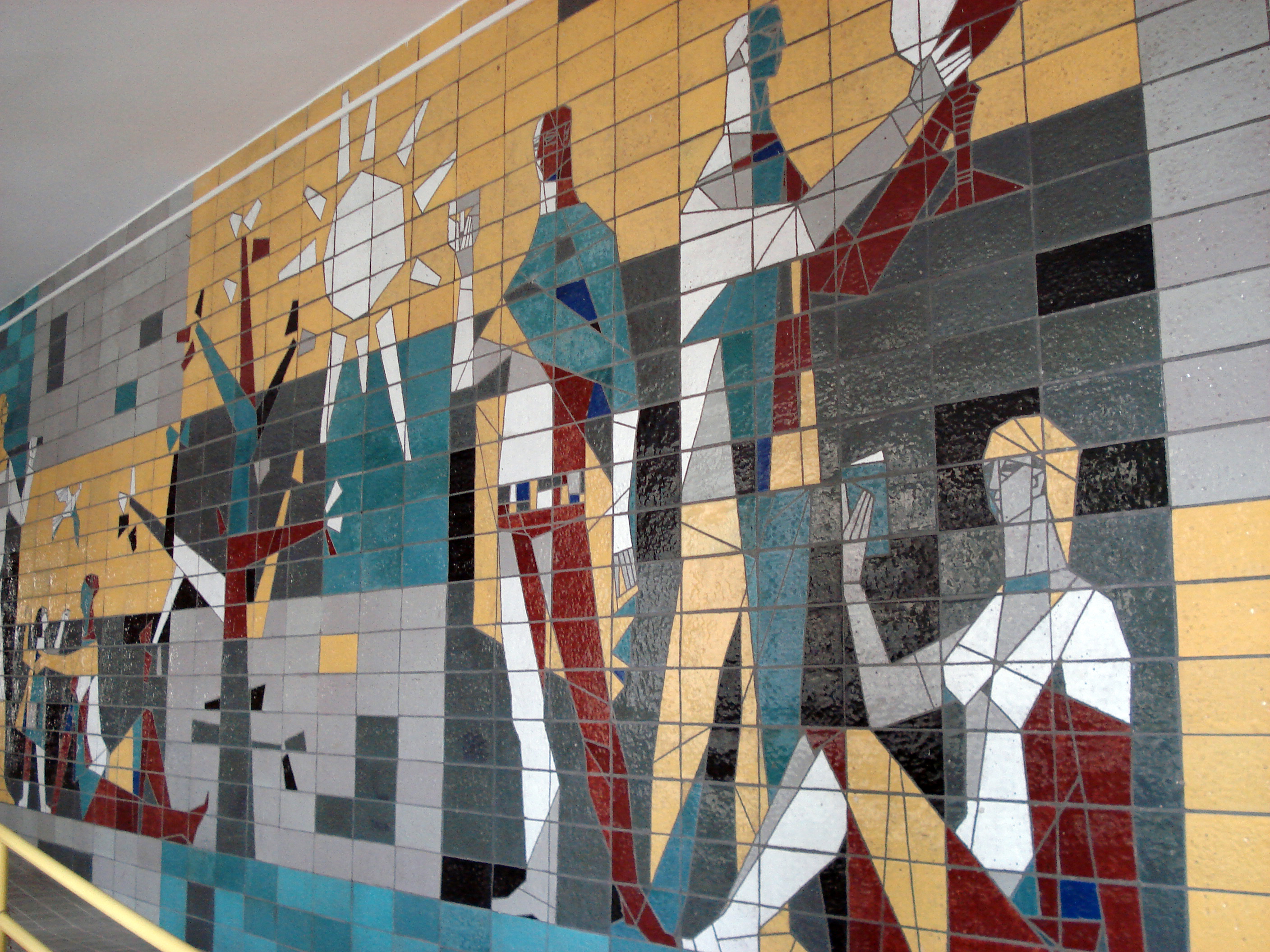

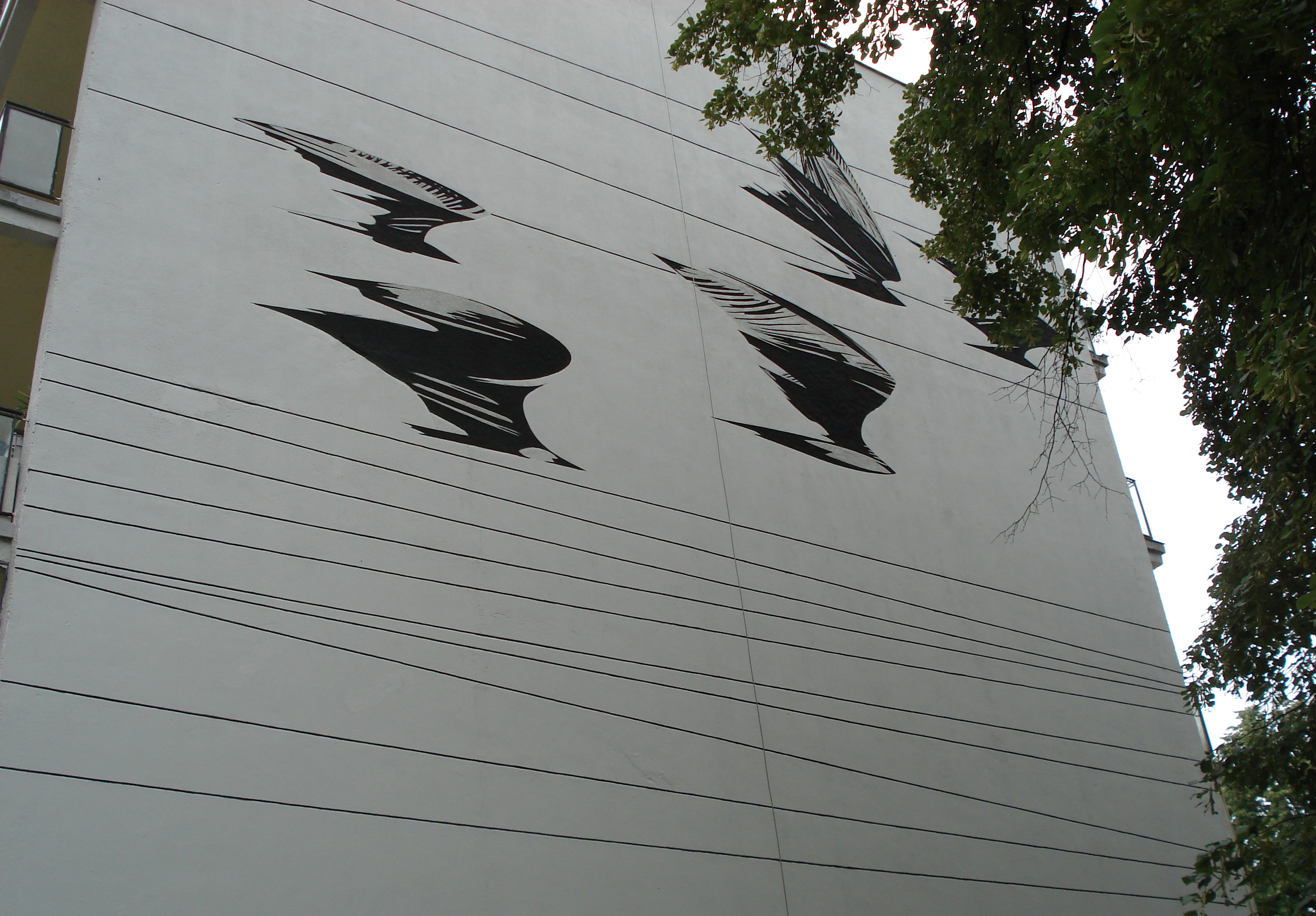

| | Scholz Erik: Vonuló madarak Sgraffito a Kandó Kálmán utca 10. számú épületen látható. Hasonló alkotások vannak a 20. és 22. számú épületek homlokzatán is. | Scholz Erik: Vonuló madarak Sgraffito a Kandó Kálmán utca 10. számú épületen látható. Hasonló alkotások vannak a 20. és 22. számú épületek homlokzatán is. | | Mattioni Eszter: Őskohó A hímeskő Mattioni Eszter „találmánya”. Az alkotás a Szinyei Merse Pál utcában lévő épület homlokzatán található.       | Mattioni Eszter: Őskohó A hímeskő Mattioni Eszter „találmánya”. Az alkotás a Szinyei Merse Pál utcában lévő épület homlokzatán található.       |

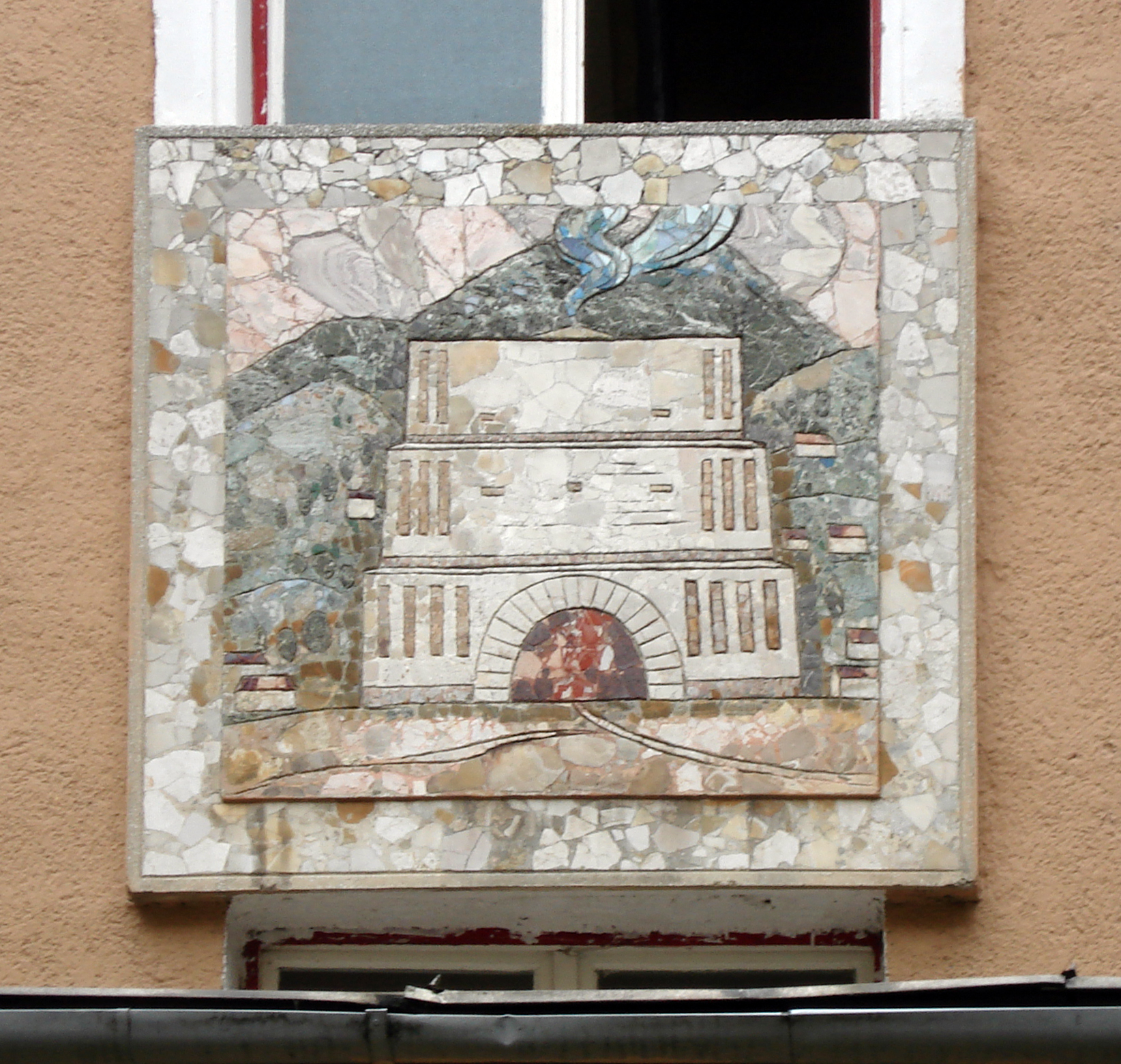

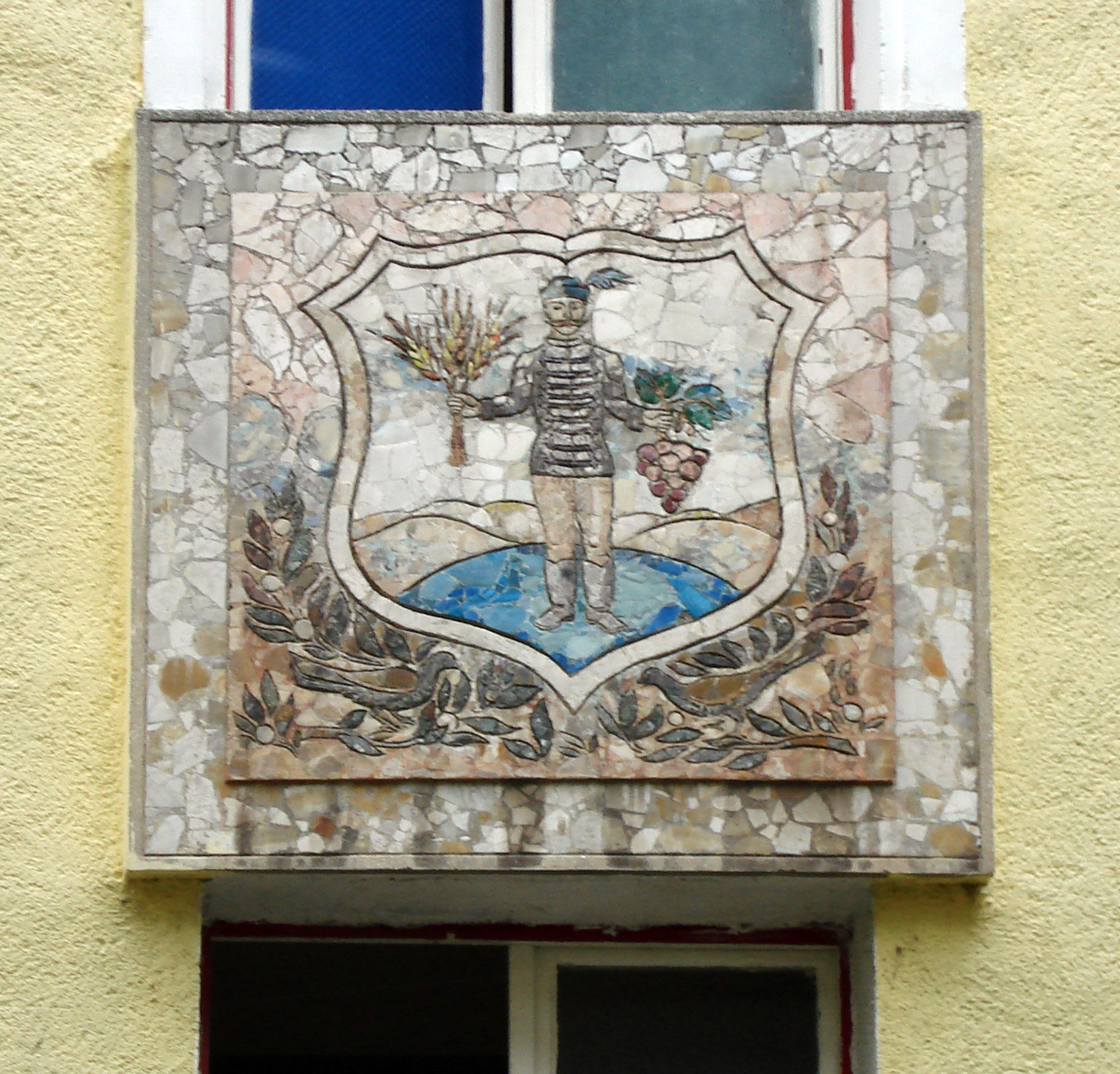

| Mattioni Eszter: Miskolc címere A Szinyei Merse Pál utca 1–5. számú épületek homlokzatán látható.                             | Mattioni Eszter: Miskolc címere A Szinyei Merse Pál utca 1–5. számú épületek homlokzatán látható.                                                          | | Mattioni Eszter: Diósgyőri vár A Szinyei Merse Pál utcai épületet díszíti.                                                             | Mattioni Eszter: Diósgyőri vár A Szinyei Merse Pál utcai épületet díszíti.                                                                      | |

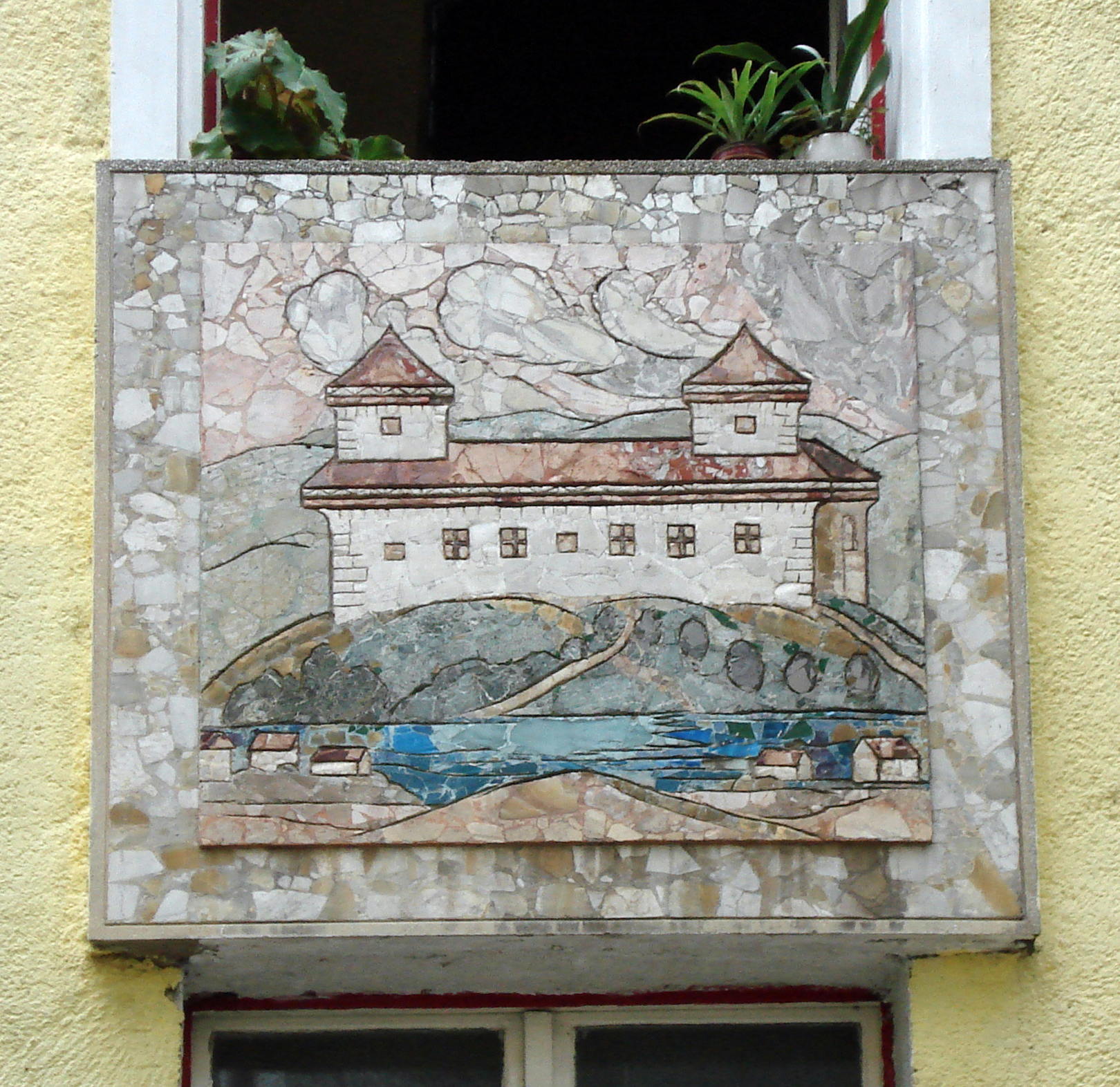

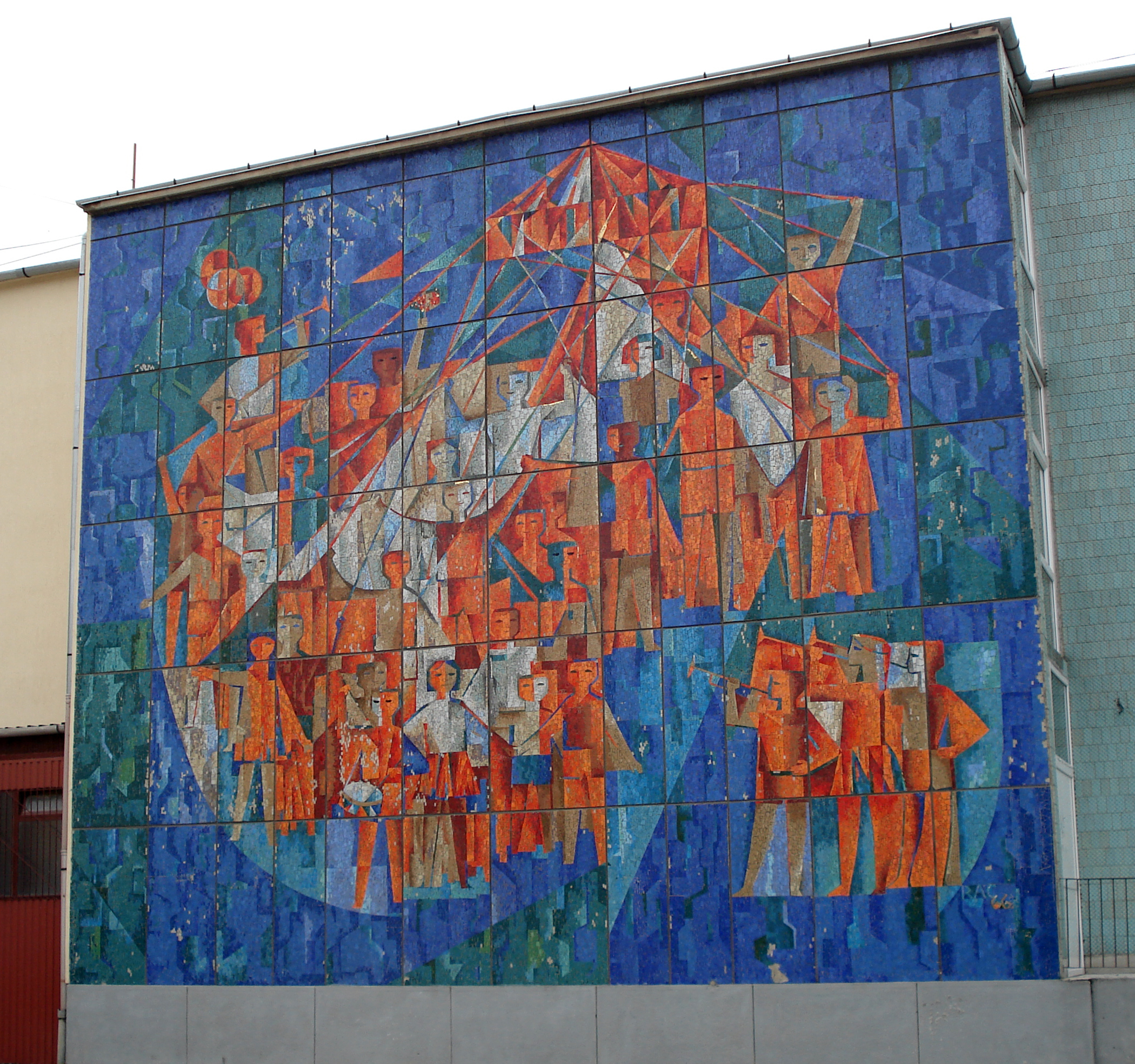

| | Rác András: Majális A hatalmas mozaik a Könyves Kálmán általános iskola udvari homlokzatán található.                                                      | Rác András: Majális A hatalmas mozaik a Könyves Kálmán általános iskola udvari homlokzatán található.                                                      | | Tóth Imre: Közösen A mozaik az egykori Diósgyőri Gépgyár irodaépületének előcsarnokában található.                                              | Tóth Imre: Közösen A mozaik az egykori Diósgyőri Gépgyár irodaépületének előcsarnokában található.                                              |
| Vincze Ildikó: Árpád szent fája A kombinált, falfestmény-kerámia alkotás a Fráter György katolikus gimnázium udvarán látható. | Vincze Ildikó: Árpád szent fája A kombinált, falfestmény-kerámia alkotás a Fráter György katolikus gimnázium udvarán látható.                              | | Barcsay Jenő: Disputa A mozaik a Miskolci Egyetem Központi könyvtára földszintjén helyezkedik el.                                      | Barcsay Jenő: Disputa A mozaik a Miskolci Egyetem Központi könyvtára földszintjén helyezkedik el.                                               | |

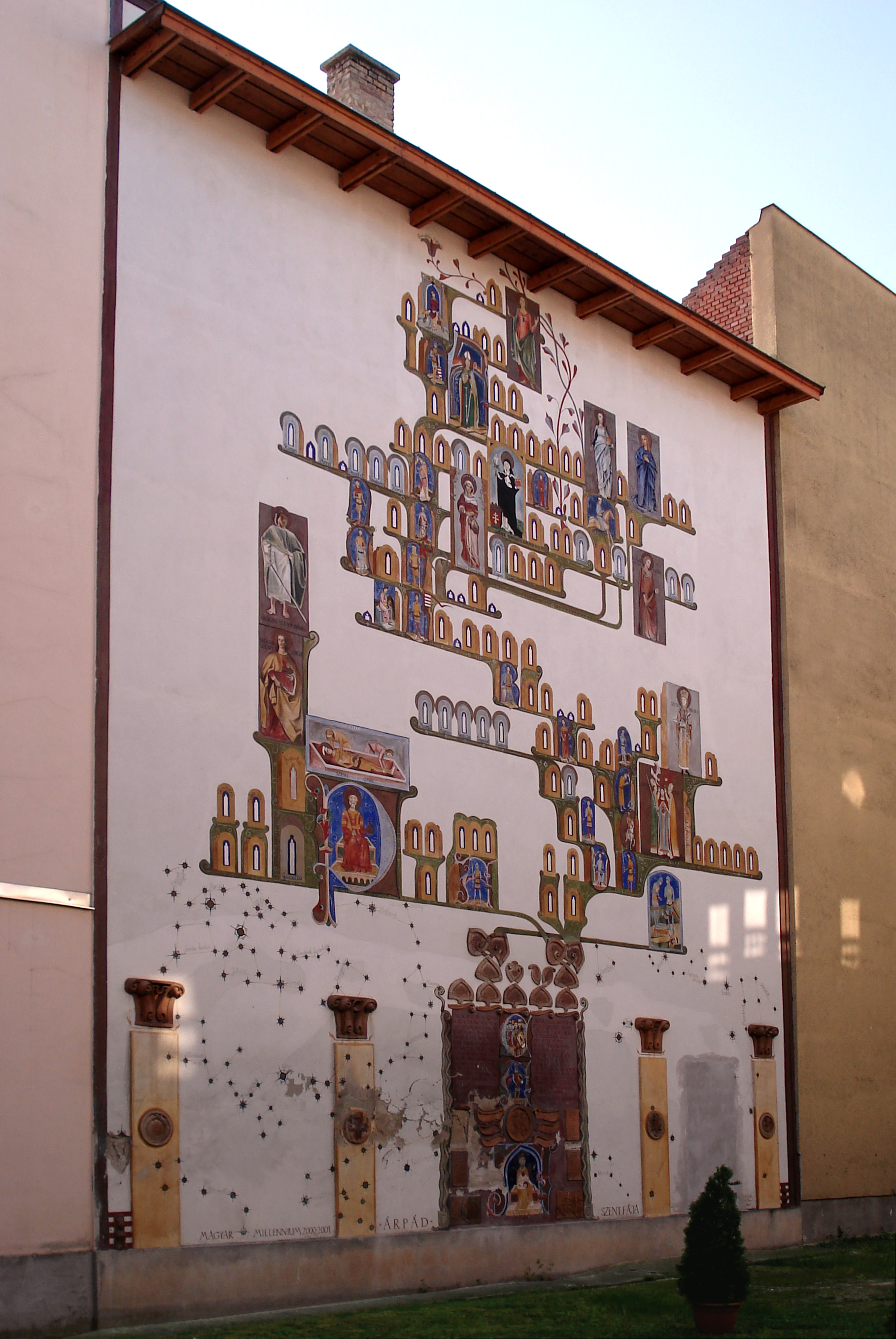

| | Lillafüredi sgraffito Az alkotás a kisvasút Lillafüred állomásépületén található.                                                                          | Lillafüredi sgraffito Az alkotás a kisvasút Lillafüred állomásépületén található.                                                                          | | Duray Tibor: Allegória Sgraffitó, Csabai kapu 18.                                                                                               | Duray Tibor: Allegória Sgraffitó, Csabai kapu 18.                                                                                               |